# Linea 7 (servizio ferroviario metropolitano di Napoli)

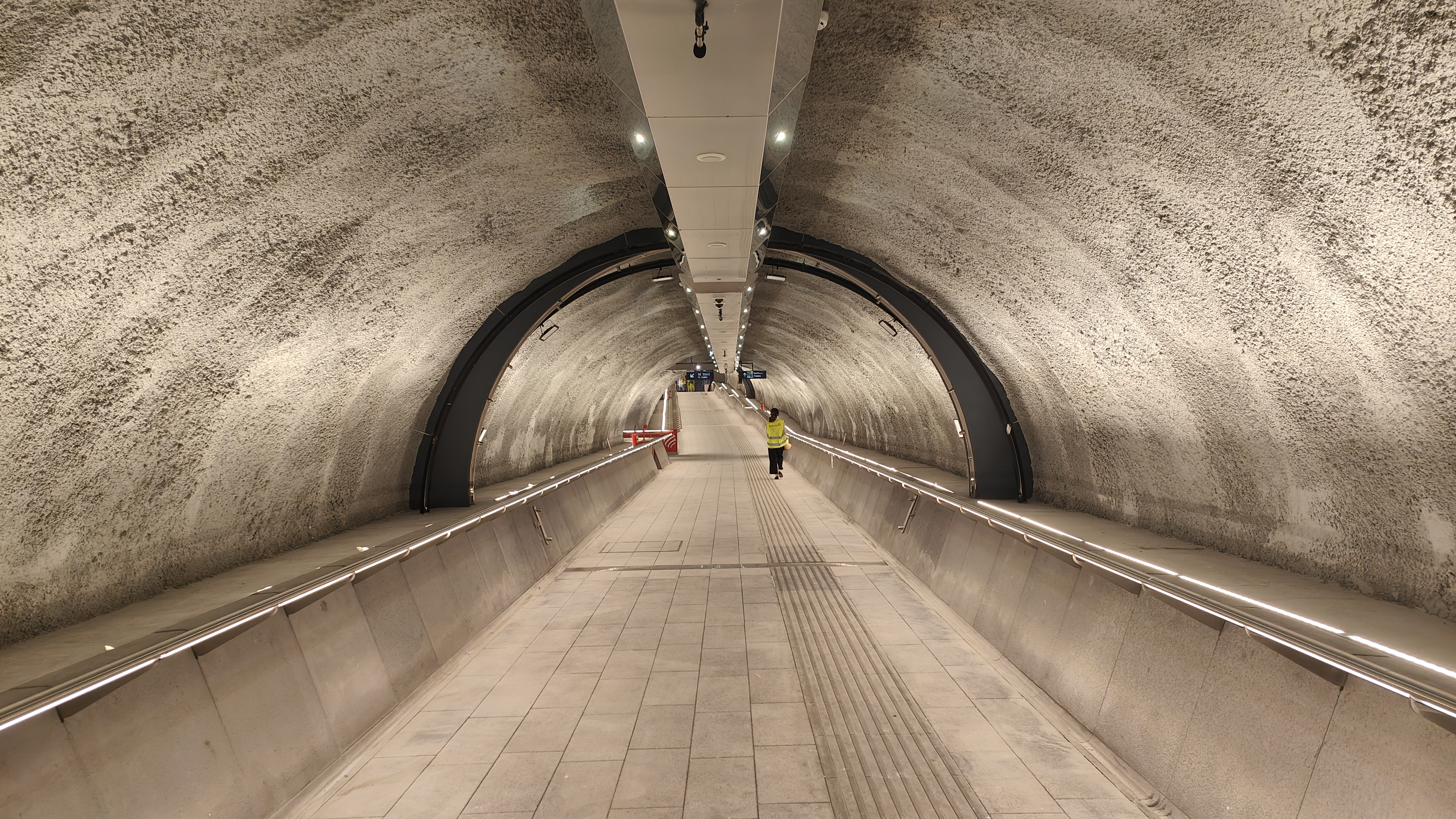
Stazione di Monte Sant’Angelo

La linea 7 (nota inizialmente come Infraflegrea) è una linea ferroviaria in costruzione del servizio ferroviario metropolitano di Napoli che collegherà la ferrovia Circumflegrea alla ferrovia Cumana tramite un percorso quasi interamente sotterraneo che si snoderà a partire dalla stazione di Soccavo. La linea è indicata dalla stampa locale anche come "bretella di Monte Sant'Angelo" in quanto si distinguerà come primo collegamento su ferro a servizio del complesso universitario di Monte Sant'Angelo.
La prima tratta della linea, da Soccavo a Parco San Paolo è attualmente in costruzione, mentre la successiva stazione di Terracina è in attesa di avvio dei lavori. La tratta finale invece è sotto progettazione non definitiva in quanto si sono sviluppati diversi scenari progettuali circa l'innesto con la Cumana.

## Storia
I lavori per la costruzione della linea iniziarono nel 2008, ma furono interrotti nel 2011 a causa di un contenzioso finanziario fra la Regione Campania e le imprese costruttrici; ripresero nel 2016 grazie a un nuovo finanziamento.
Il 29 giugno 2021 è stato sottoscritto il contratto per la variante di progetto della stazione Parco San Paolo.
Nel progetto di revisione degli investimenti EAV del novembre 2021 è stata proposta una variante del tracciato che prevede il prolungamento e il successivo congiungimento con la Cumana alla stazione di Bagnoli, con conseguente interramento dell'esistente tratta da Bagnoli fino a Mostra. Questo aggiornamento prevede una nuova fermata a servizio dell'Istituto alberghiero Gioacchino Rossini a via Terracina, nonché lo spostamento della stazione di Giochi del Mediterraneo più ad ovest con un possibile interscambio con la linea 2.
Nella notte tra il 15 e il 16 aprile 2025 si è svolto il primo collaudo tecnico a cura dell'ANSFISA sulla tratta Soccavo-Monte Sant'Angelo.

## Caratteristiche tecniche

### Percorso
| Unknown route-map component "CONTg@G" |

| Station on track |

| Unknown route-map component "CONTgq" | Unknown route-map component "xABZgr" |  |

| Unknown route-map component "extSTRa" |

| Unknown route-map component "extHST" |

| Unknown route-map component "extHST" |

| Unknown route-map component "extKHSTe" + Unknown route-map component "exKLSTRa" |

| Unknown route-map component "exLHST" |

| Unknown route-map component "exLHST" |

| Unknown route-map component "CONTgq" | Unknown route-map component "exLSTR" + Unknown route-map component "STR+r" |  |

| Stop on track |

| Stop on track |

| Stop on track |

| Station on track |

| Unknown route-map component "CONTf@F" |